# Melody (film 1911)
Melody è un cortometraggio muto del 1911. Il nome del regista non viene riportato nei credit del film. L'attore protagonista William Robert Daly, che poi passerà alla regia, qui è ai suoi esordi sullo schermo.

## Produzione
Il film fu prodotto dall'Independent Moving Pictures Co. of America (IMP).

## Distribuzione
Il film - un cortometraggio in una bobina - uscì nelle sale il 16 gennaio 1911, distribuito dalla Motion Picture Distributors and Sales Company.